# Гаррель, Эстер
Эстер Гаррель (фр. Esther Garrel, род. 18 февраля 1991 года) ― французская актриса.

## Ранние годы
Гаррель родилась в Париже, в семье кинорежиссёра Филиппа Гарреля и актрисы Брижит Си. Её брат ― актёр Луи Гаррель, а дед ― актёр Морис Гаррель. Её дед по материнской линии был евреем-сефардом по происхождению.

## Карьера
Гаррель дебютировала в кино в фильме «Дикая невинность», режиссёром которого был её отец. Затем она снялась в фильме «17 девушек» режиссёров Дельфин и Мюриэль Кулен, мировая премьера которого состоялась на Каннском кинофестивале 2011 года, а также в фильме «Молодежь» режиссёра Жюстин Малль. В 2013 году Гаррель снялась вместе со своим братом в фильме «Ревность», режиссёром которого был её отец.
В 2017 году Гаррель снялась в фильме «Назови меня своим именем» режиссёра Луки Гуаданьино вместе с Тимоти Шаламе, Арми Хаммером и Майклом Стулбаргом. Мировая премьера фильма состоялась на кинофестивале Сандэнс в 2017 году. Затем она снялась в фильмах «Улица жажды» режиссёра Натана Сильвера, мировая премьера которого состоялась на кинофестивале в Трайбеке 21 апреля 2017 года, и «Любовник на день», мировая премьера которого состоялась на Каннском кинофестивале в мае 2017 года.

## Избранная фильмография
| Год  | Название                 | Роль        | Прим. |
| ---- | ------------------------ | ----------- | ----- |
| 2008 | Прекрасная смоковница    | Эстер       |       |
| 2011 | 17 девушек               | Флавия      |       |
| 2011 | Дом терпимости           | проститутка |       |
| 2012 | Двойная жизнь Камиллы    | Матильда    |       |
| 2013 | Ревность                 | Эстер       |       |
| 2017 | Любовник на день         | Жанна       |       |
| 2017 | Назови меня своим именем | Марция      |       |
| 2023 | Большая колесница        | Марта       |       |